# Большая система (фильм)
«Большая система» (пол. Wielki układ) — польский художественный фильм, драма 1976 года.

## Сюжет
Сорокалетний инженер Марек Колодзейский во время действия фильма уже влиятельный человек. Он приезжает в родной город, в котором не был пятнадцать лет, и якобы намеревается помочь товарищу уладить неурядицы на работе. Марек в действительности запланировал месть своим товарищам молодости, потому что когда-то они были к нему жестоки. Несмотря на то, что он после того обрёл, от мести он не намерен отказываться. Марек, подготовляя свой план, вспоминает прежние времена, молодость, любовь, смерть родителей. Теперь он хочет реванша за всё. План не совсем удаётся.

## В ролях
- Леонард Петрашак — Марек Колодзейский
- Иоанна Ендрыка — Тереза
- Зыгмунт Малянович — Яницкий
- Анджей Хжановский — Стефан Новицкий
- Малгожата Браунек — Марта Новицкая, жена Стефана
- Станислав Вышинский — Яцек, муж Терезы
- Анна Колавская — Ванда, жена Яницкого
- Ядвига Курылюк — тётка Колодзейского
- Ежи Душиньский — Вуйцик, начальник Яницкого
- Януш Закженский — Юзеф, директор предприятия
- Януш Быльчиньский — директор предприятия в ретроспекции
- Анджей Красицкий — участник совещания
- Анджей Шалявский — Пётр, отец Колодзейского
- Мария Клейдыш — Мария, мать Колодзейского